# Dunoon Castle

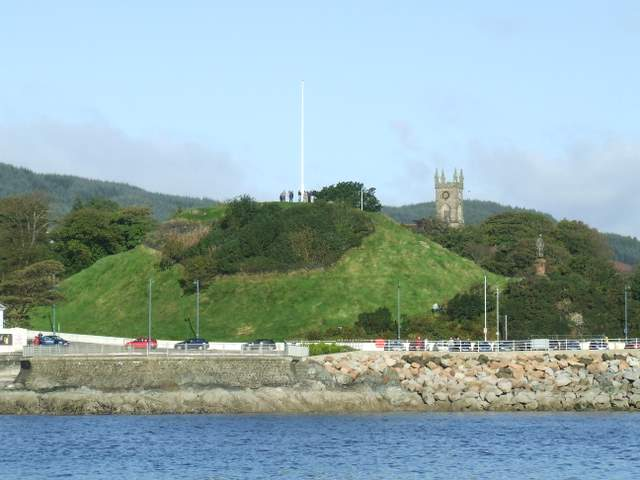
Burgberg von Dunoon

Dunoon Castle ist eine Burgruine auf der Halbinsel Cowal in der schottischen Council Area Argyll and Bute. Die Burg stand auf einem kegelförmigen Hügel von etwa 24 Metern Höhe, einem Vulkankegel. Von der Burg ist nur wenig bis heute erhalten.
Die Überreste der Burg und deren Umgebung gelten als Scheduled Monument.
Im 14. Jahrhundert war die Burg eine königliche Residenz, im 17. Jahrhundert war sie bereits zu einer Ruine verfallen.

## Geschichte

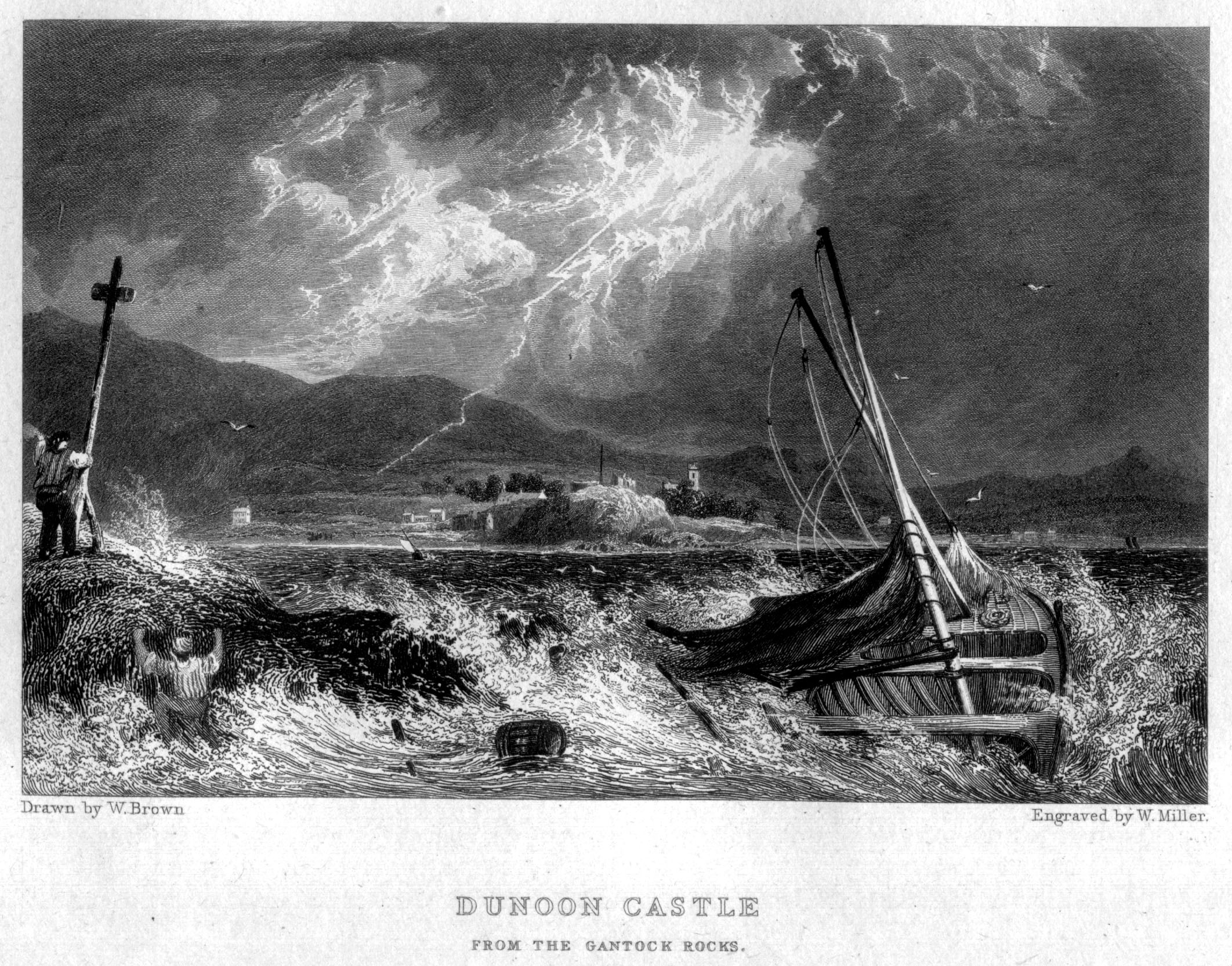
Gravierung von Dunoon Castle von William Miller nach W. Brown

Erste urkundliche Aufzeichnungen über die Burg stammen aus dem 13. Jahrhundert. 1333 wurde Dunoon Castle von den Truppen Edward Balliols belagert und eingenommen, der es an König Eduard III. von England aufgab. Robert the Steward, später König Robert I. von Schottland, eroberte mit Hilfe von Colin Campbell von Lochow die Burg zurück.
Ab dem 15. Jahrhundert war Dunoon Castle eine königliche Burg, deren erbliche Statthalter vom Clan Campbell waren.
1544 wurde Dunoon Castle von Matthew Stewart, 4. Earl of Lennox, belagert. Nachdem ihm 18 Schiffe und 800 Soldaten von König Heinrich VIII. zur Verfügung standen, konnte er die Burgen Dunoon Castle und Rothesay Castle einnehmen. Archibald Campbell, 4. Earl of Argyll, wurde daraus vertrieben und erlitt große Verluste.
1563 weilte Maria Stuart auf der Burg, als sie ihre Halbschwester, Lady Jane Stewart, Countess of Argyll, besuchte und verschiedene Chartas während ihres Besuches unterzeichnete.
1646 fand das Massaker von Dunoon statt, bei dem die Campbells Männer, Frauen, Kinder und sogar Babys des Clan Lamont abschlachteten. Nach der Restauration des schottischen Episkopats und König Karls II. von England wurde Dunoon Castle eine Zeit lang Residenz des Bischofs von Argyll. Während der Rebellion des Earl of Argyll gegen König Jakob VII. 1685 wurde die Burg zerstört.
Im Ersten und Zweiten Weltkrieg wurden militärische Befestigungen zur Verteidigung des Clyde und der dortigen Werftindustrie auf Dunoon Castle installiert.